# 하나님의 의
하나님의 의 ([그] δικαιοσύνη θεοῦ(diakaiosune theou), [영] Righteousness of God)란 신의 의로운 속성을 보여주는 매우 중요한 신학적 용어이다. 즉 하나님은 의로운 혹은 정의로운 분이라는 의미이다. 의 개념은 어거스틴에서 시작하여 마르틴 루터에 이르러 그 개념이 바르게 형성되었다. 인간이 스스로 만들어내는 의가 아닌 믿음에 의해서 오직 신에 의해서 부여된 수동적 의를 마르틴 루터는 주장하였다.

## 신약성경
하나님의 속성으로서의 의. 바울에 의하면 [하나님의 의]는 [모든 믿는 자에게 구원을 얻게 하시는 하나님의 능력]이신데, 그 아들에 관한 복음 중에 계시되었다(롬 1:16-). 율법을 가진 사람도 가지지 못한 사람도 모두 하나님 앞에는 의로운 자로서는 설 수 없으므로(롬 1:18-3,20), 그것은 인간에 대한 하나님의 일방적인 행위(복음)이다. 바울은, 머리의 이해로써가 아니라, 실제로 [나는 어떻게 하면 하나님과의 올바른 관계에 들어갈 수 있을까]가 문제였다. 다메섹 도상에서, 저 극적인 경험을 하기까지는, 바울도 문제의 해결을 유대적인 방법인 선행 즉 하나님의 율법의 이행에 의한 하나님과의 올바른 관계의 확립에서 구했다. 그러나 그는 다메섹 사건 이후 그 방법은 절망적이라는 것을 알게 되었다. 죄를 범한 일이 없는 인간이란 한 사람도 없다. 하물며, 하나님의 계명을 전부 지키고, 적극적으로 거룩했던 사람은 하나도 없다. 바울의 신학은 모두 경험적이었다. 그는 자기의 체험을 통해 그리스도가 완성하신 일(십자가에 의한 구속)을 믿는 것에 의해 하나님과의 올바른 관계에 들어가는 것을 깊이 발견했다. 이 사실을 인식한 후 그는 자기의 힘으로 의롭게 된 것이 결코 아니라는 사실을 깨달았던 것이다. 그는 스스로 하나님과 올바른 관계에 들어간 것은 아니었고 다만 [하나님의 의]에 의해, 올바른 관계에 들어가게 되었던 것이다.이것이 [의롭다 하심을 얻는 일](義認)의 의미이다. [의로운], [의롭다 함], [의](dikaios, dikaiosis, dikaiosyne)라는 사도 바울의 표현은, 모두 동일어근에서 파생하고 있다. 따라서 신앙에 의해 의롭다 함을 얻는 것이란 믿는 것에 의한 의, 예수 그리스도에 있어서 계시된 복음을 믿는 것에 의해, 하나님과 의로운 관계에 들어가는 것을 의미한다.

## 신학적 관점
하나님의 거룩한 본성으로서의 의(義)를 가리키는 동시에 하나님께 속한 의로움에 근거해 죄인을 의롭다 칭하시는 '칭의'(justification)와 거룩하게 하시는 '성화'(sanctification)의 개념도 포함한 말이다. 즉, 하나님 의가 그리스도를 통해 나타나서 죄로 죽었던 인간을 회복하여 새롭게 하고, 또 구원받은 성도로 하여금 경건과 거룩으로 살게 하는 힘으로 작용한다(롬1:17; 3:5,22; 10:3; 고후5:21). 또한, 율법의 행위에 근거한 '나의 의'와는 대립되는, 믿음을 통해 우리에게 거저 주어진 선물을 뜻하기도 한다(빌3:9).

## 같이 보기
- 하나님의 속성
- 의